# Euclidia intercalaris
Euclidia intercalaris  là một loài bướm đêm thuộc họ Erebidae. Nó được tìm thấy ở Arizona tới Texas.
Sải cánh dài 30–33 mm. Con trưởng thành bay từ tháng 7 đến tháng 9.

## Hình ảnh

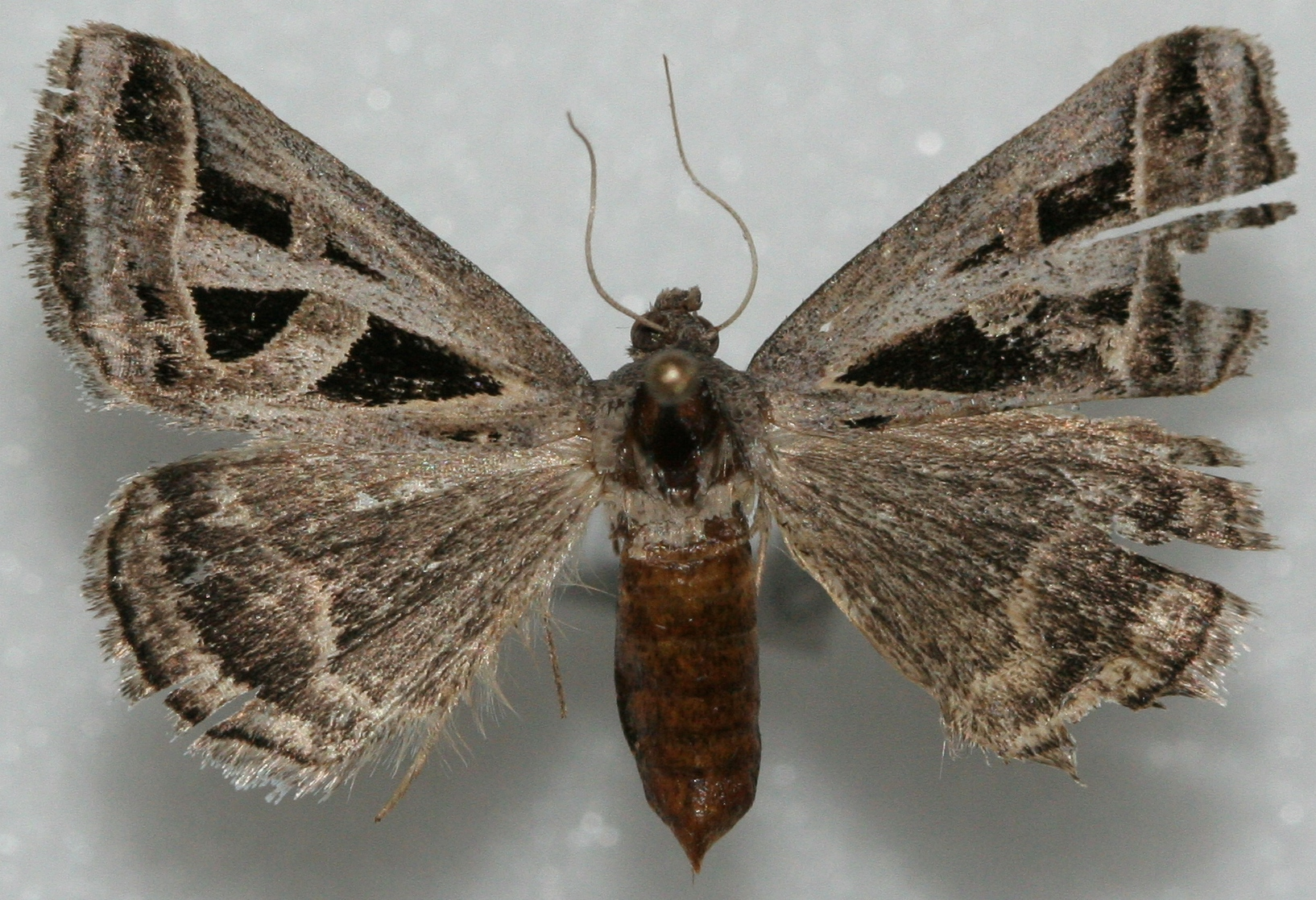